# 池田澄子
池田 澄子（いけだ すみこ、1936年3月25日 - ）は、日本の女性俳人。生活の周辺をややアイロニカルに眺めた口語的な文体の俳句を得意としながら、生の孤独、戦争などのテーマを詠んだ句も多い。代表句に「じゃんけんで負けて蛍に生まれたの」「ピーマン切って中を明るくしてあげた」「前ヘススメ前ヘススミテ還ラザル」など。

## 来歴
神奈川県鎌倉市に生まれる。父の出征のため父の郷里である新潟県村上市に疎開し、1947年より結婚まで新潟市に育つ。新潟県立新潟中央高等学校卒業。俳句をはじめた時期は遅く、38歳でたまたま目にした阿部完市の俳句に興味を抱いたのがきっかけである。1975年に堀井鶏主宰の「群島」に入会（のち同人。1987年廃刊）。1983年より三橋敏雄に私淑、のち師事し、三橋指導の「檣の会」に入会（2001年解散）。1988年「未定」参加（1994年退会）。「船団の会」参加（2019年解散）。1995年「豈」参加。2020年「トイ」創刊に参加。
2017年12月より岩波書店の総合誌「世界」の投句欄「岩波俳句」選者。

## 受賞歴
- 1989年 - 『空の庭』で第36回現代俳句協会賞[2]
- 2006年 - 『たましいの話』で第7回宗左近俳句大賞
- 2021年 - 『此処』で第72回読売文学賞詩歌俳句賞[1][2]。第21回現代俳句大賞。第20回俳句四季大賞

## 評価
第21回現代俳句大賞の受賞者概要には以下のように記されている。
- 文語調・口語調を駆使した多彩な表現技法、エスプリを内包した独特の俳句世界を確立した。
- 日常生活に根ざした題材の他、戦争や生死など重いテーマも取り上げ、深い俳境を示している。
- 親しみ易い語り口が多くの俳句愛好家を魅了しており、特に若い世代に広く受け入れられている。
- 平易でありながら、説得力に富んだ評論にも定評がある。

## 著書

### 句集
- 空の庭（人間の科学社、1988年）
- いつしか人に生まれて（みくに書房、1993年）
- ゆく舟（ふらんす堂、2000年）
- たましいの話（角川書店〈角川俳句叢書〉、2005年）
- 拝復（ふらんす堂、2011年）
- 思ってます（ふらんす堂、2016年）
- 此処（朔出版、2020年）
- 月と書く（朔出版、2023年）

### 選集など
- 池田澄子句集（ふらんす堂〈現代俳句文庫29〉、1995年）
- 自句自解ベスト100 池田澄子（ふらんす堂、2010年）

### その他
- 休むに似たり（評論集、ふらんす堂、2008年）
- あさがや草紙（エッセイ集、角川学芸出版、2008年）
- 兜太×澄子 - 兜太百句を読む（金子兜太との対談、ふらんす堂、2011年）
- 本当は逢いたし（エッセイ集、日本経済新聞出版社、2021年）
- あの句この句　現代俳句の世界（坪内稔典共著、創風社出版、2021年）

### 解説
- おめでとう（川上弘美著、新潮文庫、2003年）